# Jonathan Motzfeldt

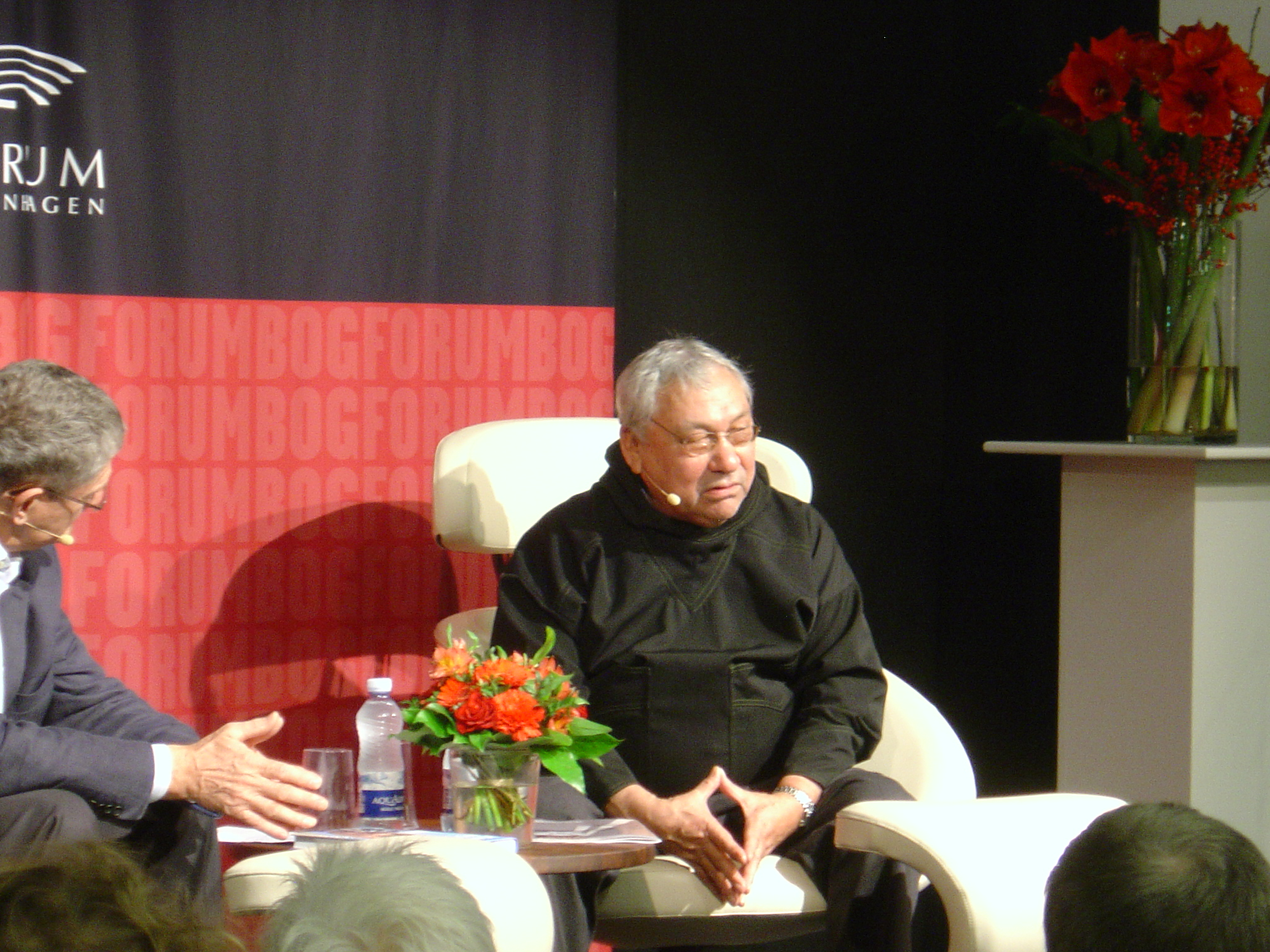
Jonathan Motzfeldt, 2008.

Jonathan Motzfeldt (Qassimiut, 25 september 1938 - Nuuk, 28 oktober 2010) was de eerste premier van Groenland.
Motzfeldt studeerde theologie in Kopenhagen. In 1966 werd hij dominee. Van 1971 tot 1979 was hij voorzitter van Landsraad. Van 1977 tot 1979, van 1980 tot 1987 en van 1998 tot 2000 was hij voorzitter van de sociaaldemocratische Siumut-partij. In 1979 werd hij in het Groenlands parlement gekozen. Van 1979 tot 1988 en in 1997 was hij tevens voorzitter van het parlement.
Van 1 mei 1979 tot 18 maart 1991 en van 19 september 1997 tot 14 december 2002 was Motzfeldt premier (landsstyreformand) van Groenland.